# Gossypium darwinii
Gossypium darwinii är en malvaväxtart som beskrevs av David Allan Poe Watt. Gossypium darwinii ingår i släktet bomull, och familjen malvaväxter. Inga underarter finns listade i Catalogue of Life.

## Bildgalleri

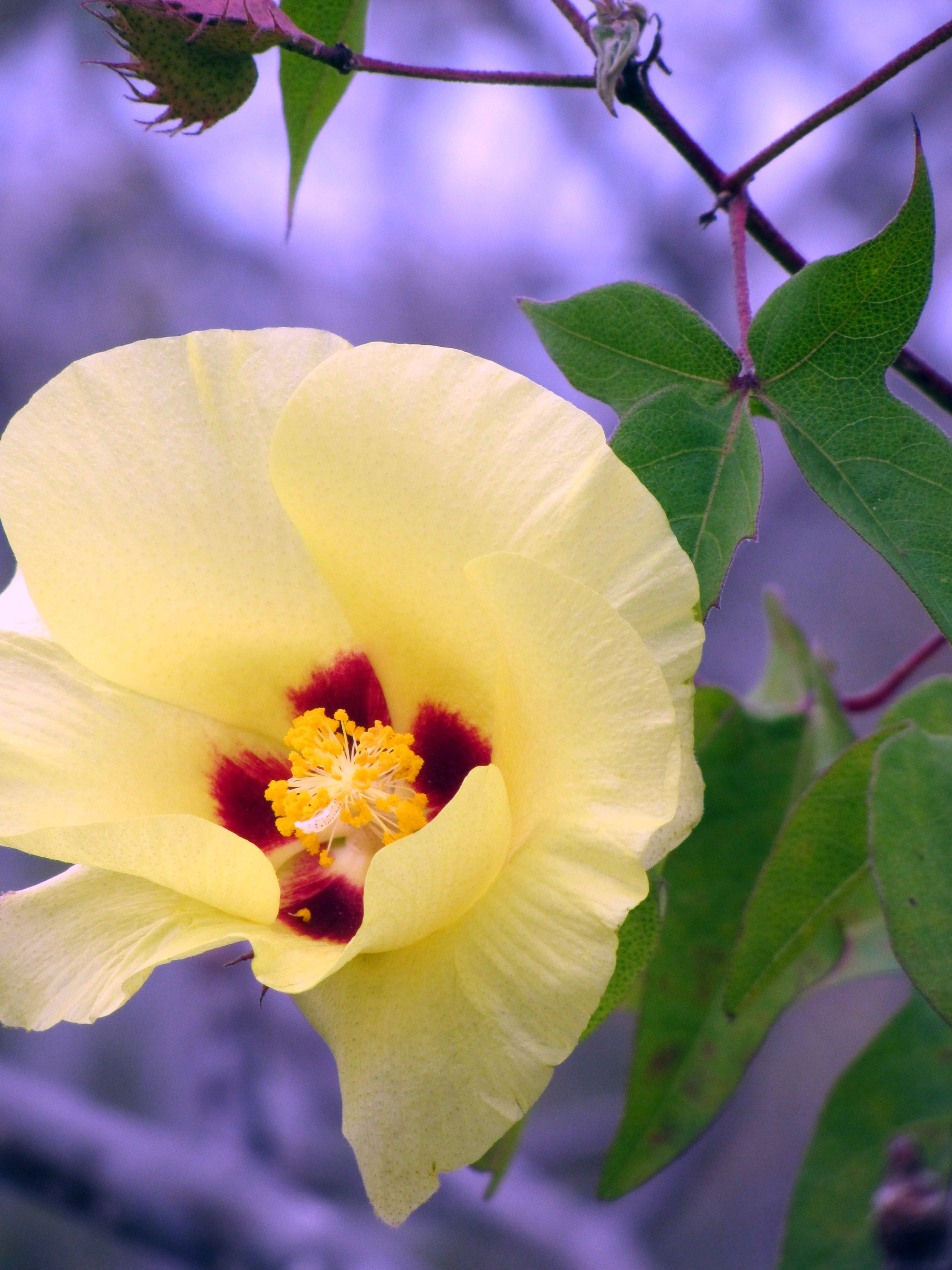
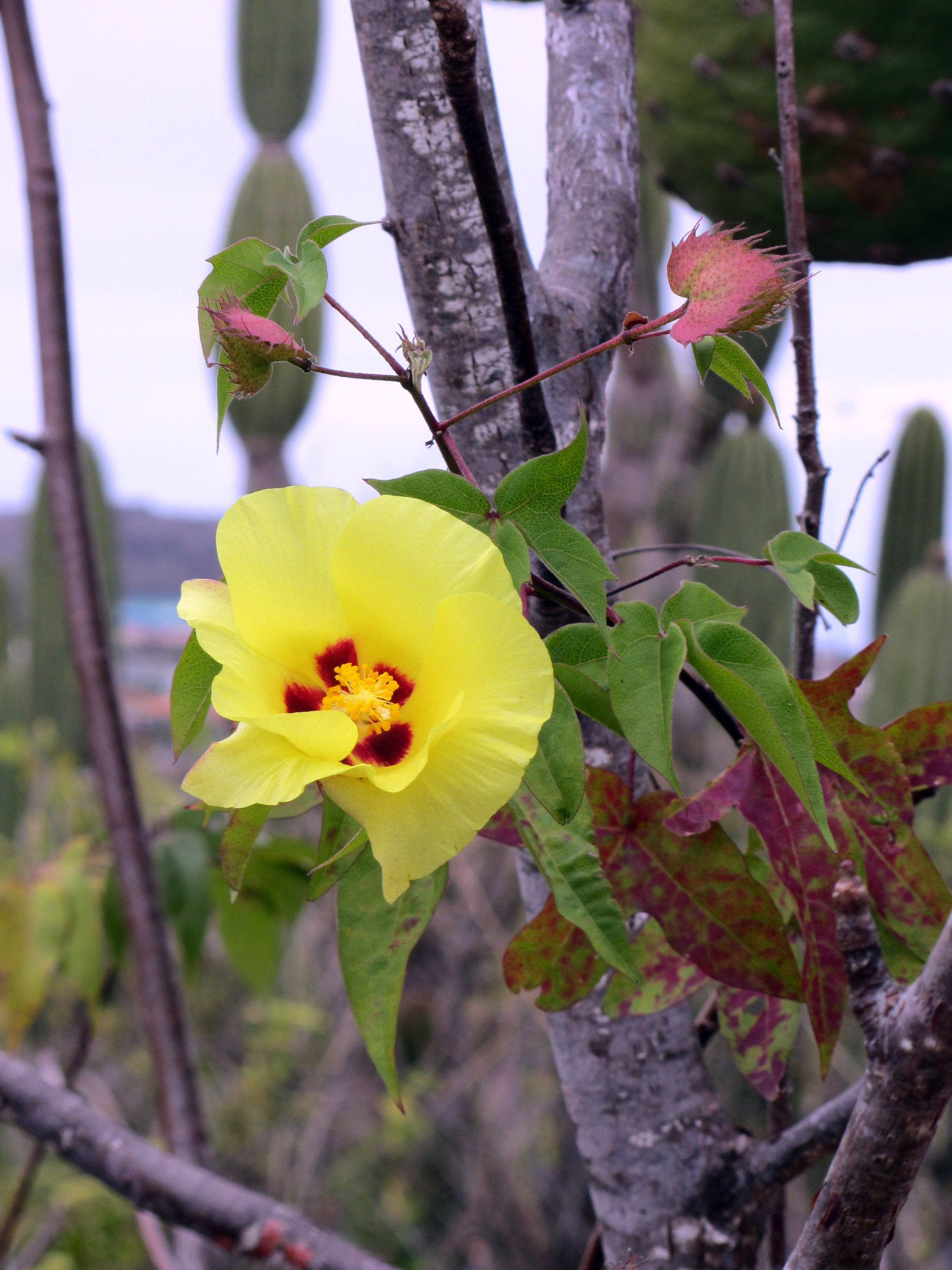